# Kiddy Smile
Pierre-Édouard Hanffou, dit Kiddy Smile (prononcé : [ˈkɪdiː smaɪl]), est un chanteur, DJ, producteur, danseur et militant pour les droits LGBT+ français.
Il est notamment connu pour sa mise en avant du mouvement new-yorkais, le voguing, sur la scène parisienne.

## Carrière
Kiddy Smile grandit dans une cité de Rambouillet (Yvelines), où il passe une adolescence turbulente mais prend assez tôt goût à la danse,,, ce qui lui permet de participer à quelques clips, notamment An Easier Affair de George Michael ou Je Danse de Jenifer, et de quitter Rambouillet pour Paris.
Avant de travailler dans la musique, Kiddy Smile était styliste de mode, un intérêt transmis par sa mère, puis a travaillé dans l'événementiel avant de se lancer comme DJ à Paris.  
Kiddy Smile rencontre une première fois la chanteuse du groupe Gossip, Beth Ditto, lors d'un défilé du créateur Jeremy Scott,. Quelques mois plus tard, la chanteuse l'invite à partager la scène avec lui lors du Festival Coachella à Los Angeles, où il échange avec le producteur français Pedro Winter grâce à qui il signera un album pour le label Because Music. Pour des raisons d'incompatibilité entre sa vision de la musique et celle de ces producteurs, Kiddy Smile annulera la sortie de cet album et décidera de produire lui-même sa musique et de la diffuser lors de ses sets de DJ.
En 2016, il sort un EP de house music intitulé Enough of You; le clip du titre Let a Bitch know, tourné à la cité des Alouettes à Alfortville, fait sensation.
En 2017, il chante sur le titre TomBoy 1 de l'album 13 du groupe Indochine, chanson qui parle de transidentité.
En août 2018, il sort son premier album, One Trick Pony, qualifié par Les Inrocks d'album « dansant et politique », dans lequel il évoque des histoires d'amour et de sexe, de coming-out et de racisme.
Le 21 juin 2018, il se produit pour la fête de la musique dans la cour de l'Élysée. Cette invitation présidentielle, et sa prestation aux côtés de ses danseurs LGBTQ dans un T-Shirt indiquant « moi fils d’immigrés noir pédé », font polémique dans le milieu politique, mais aussi dans les communautés LGBT. Plusieurs représentants du LR et du FN s'indignent. Le député LR du Vaucluse Julien Aubert juge que l'Élysée n'est « pas une boîte de nuit et encore moins un strip bar ». Certains médias y voient une polémique aux relents homophobes. Kiddy Smile justifie sa participation auprès de ses fans en expliquant qu'il sait « ce que représente l’Elysee en terme d’oppression et d’histoire pour [les gens de couleur] et la communauté LGBTQIA+ ainsi que la répression des migrants » mais que c'était une « opportunité de pouvoir faire passer [ses] messages ». Il a annoncé avoir reversé son cachet à une association d’aide aux migrants,.
En 2018, il joue dans Climax, le  film de Gaspar Noé,.
Kiddy Smile apparaît également dans l'album d’Angèle, Brol, la suite, sorti le 8 novembre 2019, dans lequel il chante Que du love. Dans ce titre, les deux artistes traitent le sujet de l'amour et les peurs des gens amoureux à avouer leur sentiments[réf. nécessaire].
Il est l'une des personnalités à participer au dernier défilé de Jean-Paul Gaultier en janvier 2020 telles Coco Rocha, Amanda Lear, Mylène Farmer, Rossy de Palma, Dita von Teese et Estelle Lefébure,.
En 2022, Kiddy Smile fait partie du jury de la saison 1 de Drag Race France, l’adaptation française de la franchise télé-réalité américaine RuPaul's Drag Race, aux côtés de Daphné Bürki et Nicky Doll . Il reste membre du jury jusqu'à la troisième saison. 
Il est l'artiste associé de l'édition 2025 du Nouveau Printemps, festival de création contemporaine de Toulouse. 

Kiddy Smile au festival Les Escales en 2019
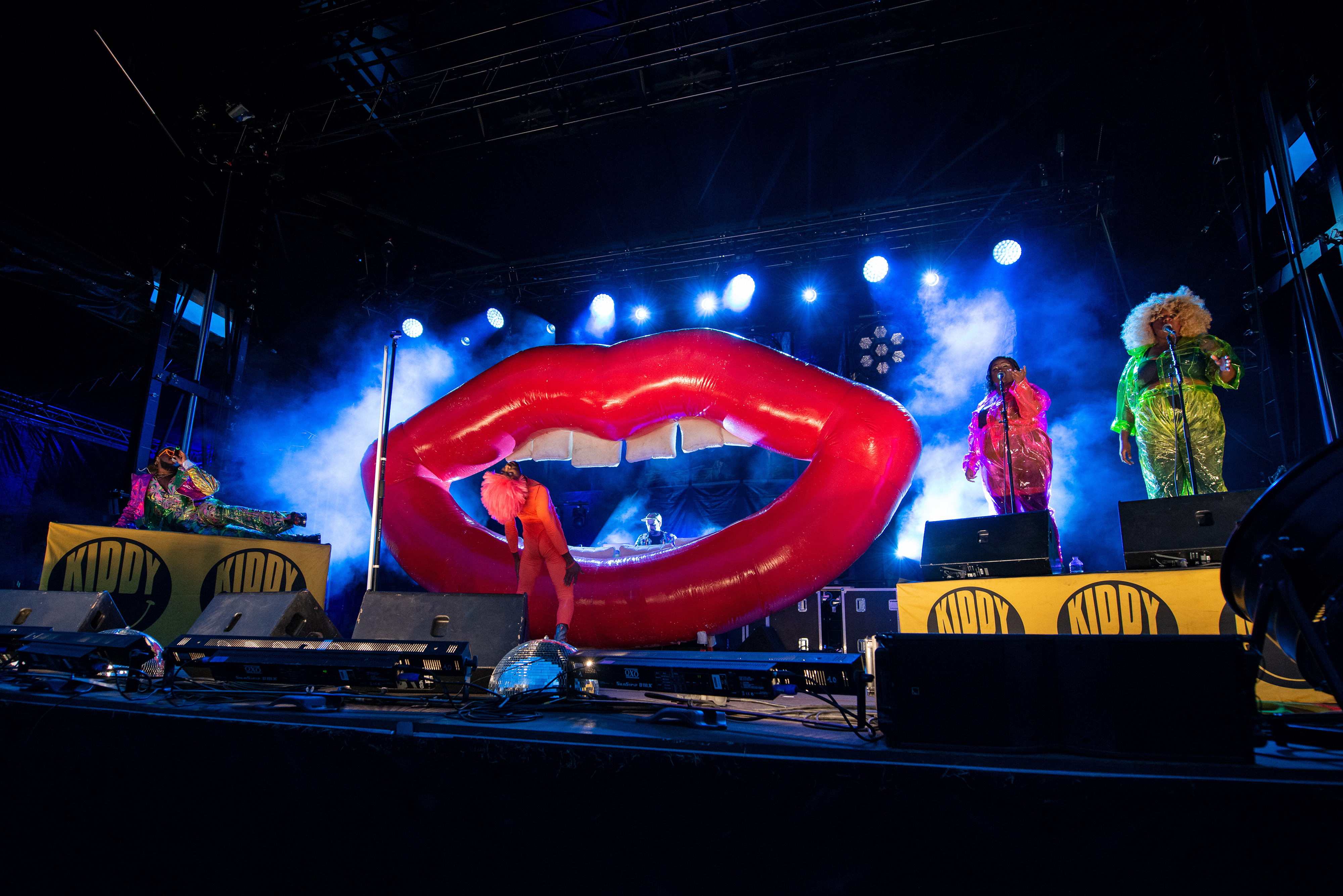
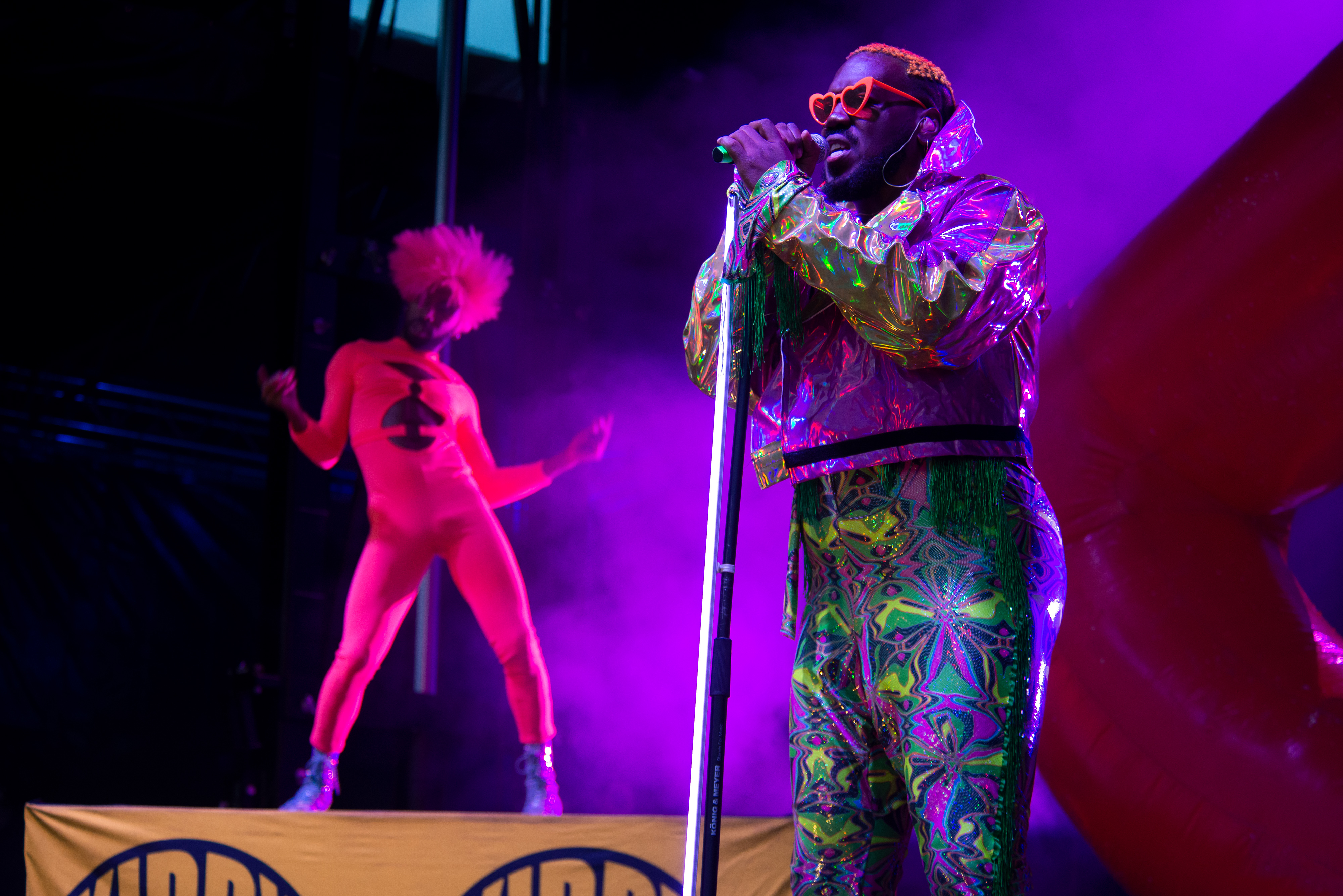
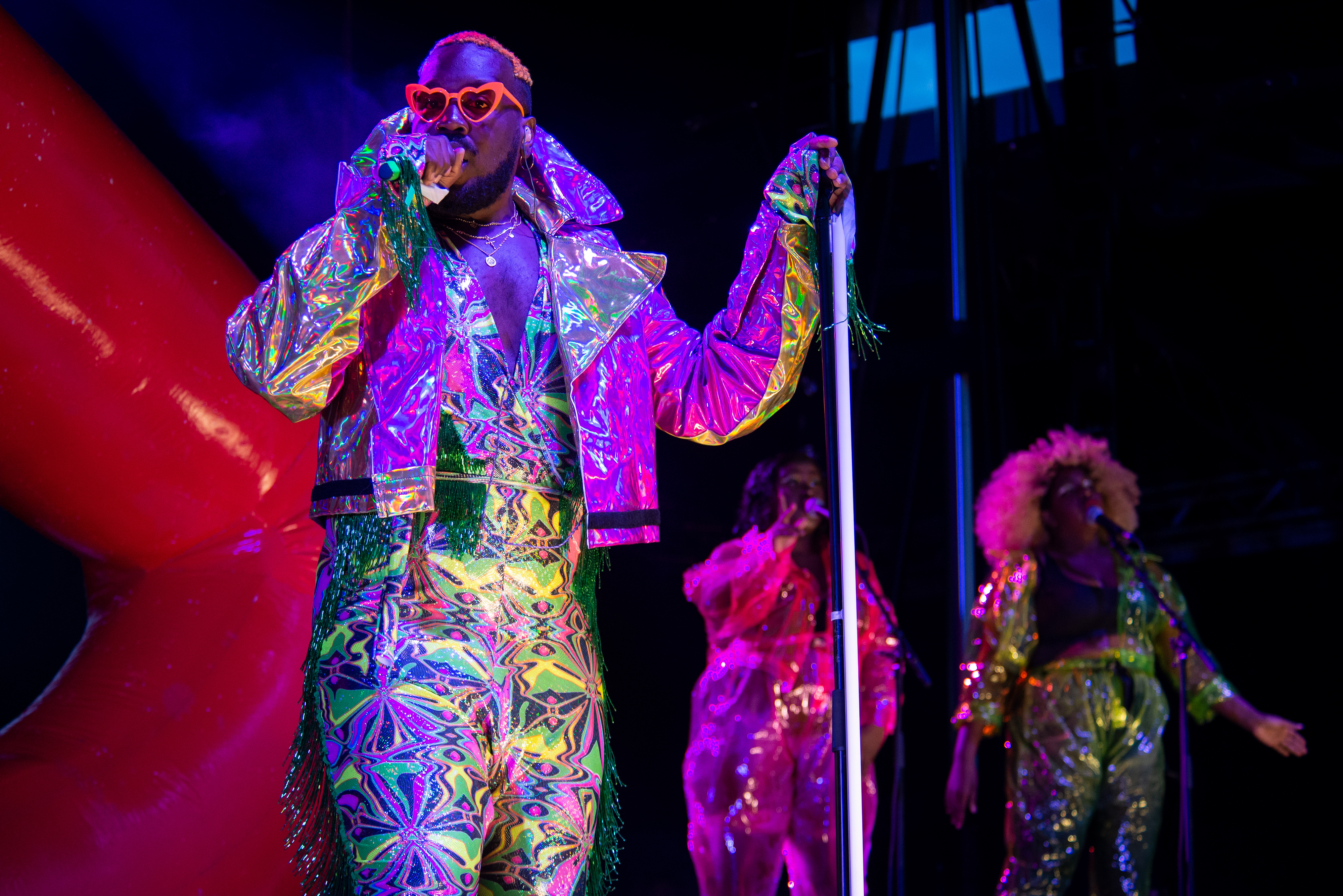
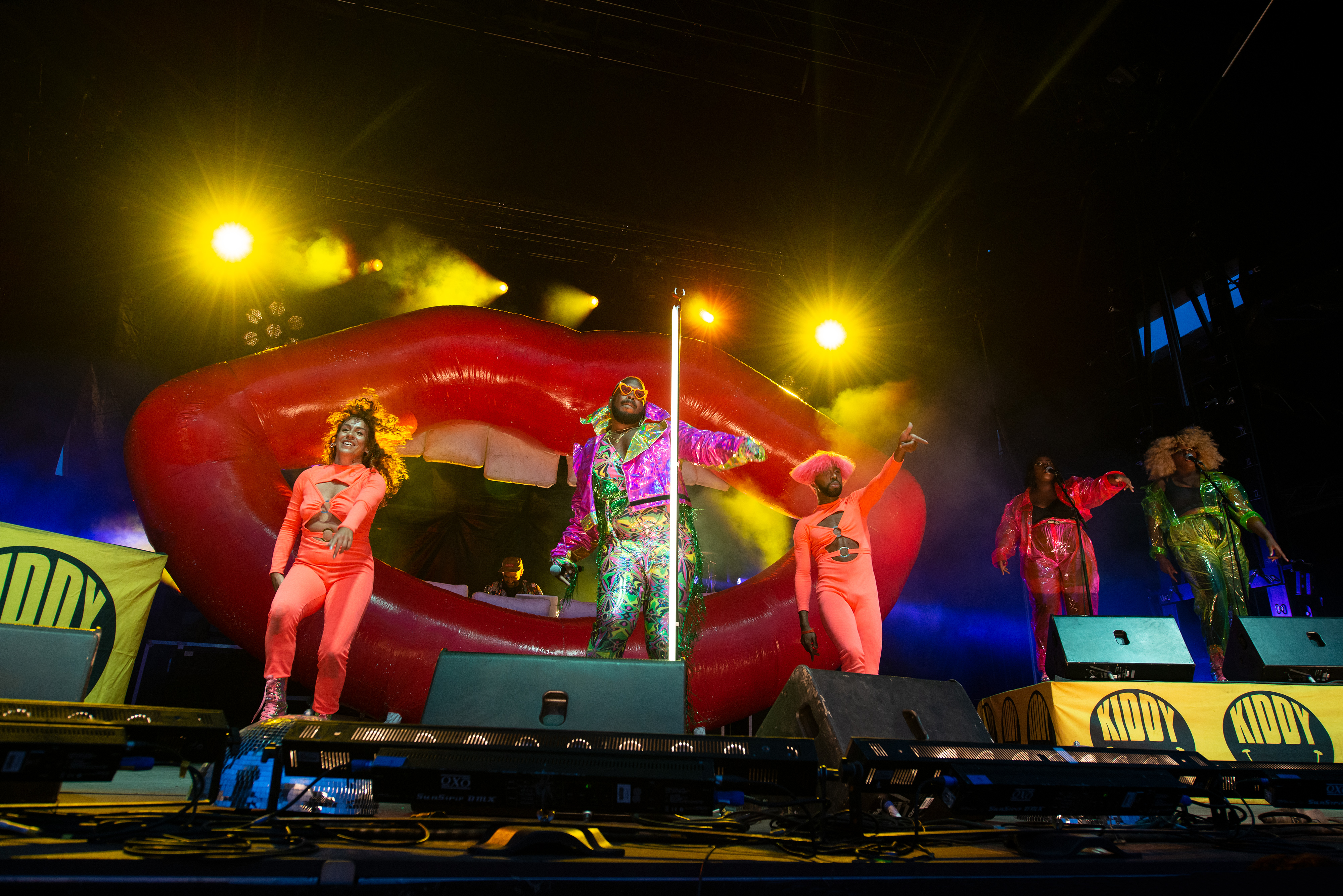

### Voguing
Son expérience de DJ dans les boîtes de nuit parisiennes l'amène à être présenté à Lasseindra Ninja, figure parisienne du voguing, qui lui fait découvrir le mouvement et l'encourage à organiser des soirées. Dans une interview de 2015, Kiddy Smile explique que « Le voguing c’est avant tout la danse de la culture ballroom, ces sanctuaires où tu peux être toi-même, où ceux qui sont rejetés peuvent trouver une place. »
Au départ réticent à l'idée d'être catégorisé, Kiddy Smile finit par adopter cette culture dans laquelle sa couleur de peau, son amour de la mode et son homosexualité sont pleinement acceptés. Il s'engage donc dans ce mouvement à travers ses soirées, ses danseurs et ses clips vidéos. Son talent et son extravagance le font connaître du public et lui valent le surnom de « prince français du voguing. »

## Vie privée
Kiddy Smile est ouvertement homosexuel et fait partie du mouvement LGBT.

## Discographie

### EP
- Worthy Of Your Love (2012)
- Get Myself Alone (2013)
- Teardrops In The Box, album Ego in Ibiza Selected by Spada (IMS 2016 Edition)
- Let A B!tch Know (2016)
- Paris is Burning (2022)[21]